# 서든 피어
서든 피어(Sudden Fear)는 미국에서 제작된 데이비드 밀러 감독의 1952년 영화이다. 조안 크로포드 등이 주연으로 출연하였고 조셉 카프만 등이 제작에 참여하였다.

## 줄거리
마이라 허드슨(조앤 크로퍼드)은 성공한 브로드웨이 극작가로, 새 연극의 주연으로 레스터 블레인(잭 팰런스)을 거절한다. 나중에 그녀는 샌프란시스코행 기차에서 그를 만나 반하게 되고, 짧은 교제 끝에 그와 결혼한다.
결혼 생활이 잘 풀리는 듯했지만, 옛 연인이자 (암시되는 바로는) 사기꾼 동료였던 아이린 네베스(글로리아 그레이엄)가 나타난다. 레스터는 처음에는 주저했지만, 둘은 다시 연인 관계로 돌아가 마이라의 돈을 가로챌 계획을 꾸민다.
결혼을 고려하여 마이라의 변호사는 유언장을 작성할 것을 제안하며, 레스터에게 연간 10,000달러를 유증하되 재혼하면 종료되는 내용을 포함한 초안을 가져온다. 마이라는 고민 끝에 대신 자신의 모든 것을 그에게 남기기로 결정한다. 그녀는 자신의 유언장 문구를 정확히 하기 위해 녹음기에 내용을 말한 다음 재생한다. 그녀가 녹음한 내용을 재생한 후, 녹음기는 전날 밤 마이라가 실수로 켜둔 채로 남아있던 레스터와 아이린의 대화를 재생한다. 절망에 빠진 그녀는 남편이 자신의 돈 때문에 자신과 결혼했고 다른 여자와 관계를 맺고 있다는 것을 알게 되고, 이어서 그들이 변호사의 유언장 초안을 발견하는 소리를 듣는다. 아이린은 자신이 사귀는 변호사의 아들을 통해 마이라가 3일 동안 유언장에 서명할 수 없다는 것을 알게 된다. 그때 마이라는 아버지의 유산에서 많은 금액을 상속받게 되며, 이 유산도 유언장에 포함되어 있다. "그녀가 서명할 수 없다면?" 아이린이 묻는다. "오늘부터 월요일 사이에 그녀에게 무슨 일이 생긴다면?" 유언장이 없으면 레스터가 모든 것을 상속받는다. 점점 더 공포에 질린 마이라는 그들이 자신을 죽일 방법을 논의하는 것을 듣는다.
그들의 대화 녹음은 디스크에 있었고, 마이라는 그것을 숨길 곳을 찾다가 떨어뜨려 산산조각 낸다. 한동안 공포와 절망에 빠졌던 그녀의 기분은 점차 반항으로 바뀌고, 극작가로서 사용하는 방법과 기술을 사용하여 계획을 세운다.
레스터와 아이린의 대화 도중 그녀는 레스터가 아이린의 아파트 열쇠를 가지고 있고 아이린이 총을 가지고 있다는 것을 알게 된다. 그녀는 그 열쇠를 찾아 복사한 다음, 아이린의 아파트를 방문하여 총을 가져간다. 그녀는 레스터와 아이린에게 각각 상대방으로부터 온 것처럼 가장한 편지를 써서 몰래 전달하여, 아이린은 자정 직전에 자신의 아파트를 떠나 근처 차고에서 (가상으로) 레스터를 만나도록 하고, 레스터는 아이린이 없는 동안 아이린의 아파트로 오도록 arrange한다. 그녀는 마음속으로 (시청자와 함께) 자신의 계획이 실행되는 것을 본다: 레스터가 아이린의 아파트에 들어오고 마이라는 아이린의 총으로 그를 쏘아 죽인다; 아이린은 돌아와 그가 죽은 것을 발견하고, 그의 살인죄로 사형 선고를 받는다.
계획대로 아이린은 차고로 떠나고 마이라(발각을 피하기 위해 아이린이 입는 것과 같은 어두운 모피 코트와 흰색 머리 스카프를 착용)는 레스터를 기다리며 옷장에 숨어 있지만, 그녀는 당황하기 시작한다. 전화가 울리고 그 날카로운 소리가 너무 커서 그녀는 전화를 받고 아무 말도 하지 않으며 아무 소리도 듣지 못한다. 그녀는 전화를 끊으면서 점점 더 괴로워하며 총을 들고 있는 자신의 모습을 거울에서 보고 길고 공포에 질린 마음의 변화를 겪다가 마침내 "안 돼, 안 돼!"라고 말하고 총을 떨어뜨린다. 그녀는 문으로 달려가지만 불투명한 유리를 통해 레스터의 윤곽을 보고 다시 옷장으로 달려간다. 레스터가 들어와 아이린을 찾지 못하고 그녀가 돌아오기를 기다린다. 전화벨이 울리고 레스터가 전화를 받자 주니어가 말하기 시작하며, 아이린에게 방금 몇 분 전에 전화를 받았을 때 왜 아무 말도 하지 않았냐고 묻는다. 레스터는 전화를 끊고 아이린을 찾아 아파트를 돌아다니는 동안 마이라가 탈출하며 손수건을 뒤에 남겨두고, 레스터는 그것을 발견하여 그녀가 옷장에 숨어 있었고 따라서 그와 아이린의 관계에 대해, 그리고 어쩌면 더 많은 것을 알고 있다는 것을 알게 된다.
현관문이 열려 있는 것을 보고 레스터는 마이라를 쫓아가고, 그녀는 아이린이 입는 것과 같은 어두운 모피 코트와 흰색 머리 스카프를 입고 있지만 그는 거리 저편에서 달리는 사람이 그녀라는 것을 알고 자신의 차로 그녀를 뒤쫓는다. 추격전 끝에 마이라가 약간의 거리를 벌리고 레스터는 자신의 차로 거리를 순찰하며 그녀를 찾고 있을 때, 아이린은 근처 거리의 차고를 떠나 자신의 아파트로 돌아가려 한다. 아이린이 레스터의 차보다 약간 앞서 거리로 발을 내디딜 때, 그는 그녀를 마이라로 착각하고 전속력으로 그녀를 향해 돌진한다. 마이라는 무슨 일이 일어나고 있는지 보고, 완전히 도덕적 기반을 회복한 채 "레스터, 아이린이에요!"라고 소리친다. 그가 그녀에게 다가섰을 때, 아이린은 돌아서고 레스터는 그녀의 얼굴을 보고 그녀의 이름을 외치고 브레이크를 밟고 핸들을 꺾는다. 아이린은 레스터의 이름을 외치기 시작하고 충돌 소리가 나고, 마이라는 공포에 질려 지켜본다. 마이라는 잠시 동안 뒤의 벽으로 얼굴을 돌린 다음, 카메라를 향해 다시 돌아서며 슬픔에 잠기고 눈물로 얼룩진 얼굴을 보인다. 우리는 부서진 차를 보며 지나가는 사람들의 목소리를 통해 레스터와 아이린 둘 다 사망했다는 것을 알게 된다. 경찰이 도착하자 마이라는 침착함을 되찾고 걸어 나가며 자신의 머리 스카프를 하수구의 물줄기에 던져 넣는다. 가파르고 어두운 길을 올라가는 그녀는 이제 슬픔이나 후회하는 기색 없이, 대신 회복력 있는 표정으로 바뀌고, 그녀의 변화된 기분은 고조되고 거의 의기양양한 사운드트랙과 어우러진다.

## 출연

### 주연
- 조안 크로포드
- 잭 팰런스

### 조연
- 글로리아 그레이엄
- 브루스 베네트
- 버지니아 휴스턴
- 마이크 코노스

## 제작진
- 원작자: Edna Sherry
- 의상: 하워드 그리어
- 의상: 쉐일라 오브라이언